# 塔拉亚市镇
塔拉亚市镇（俄语：Тальское муниципальное образование）是俄罗斯联邦伊尔库茨克州泰舍特区所属的一个市镇。其下辖有个居民点，行政中心为塔拉亚。据2016年统计，该市镇的人口为340人。